# مسئولیت اجتماعی

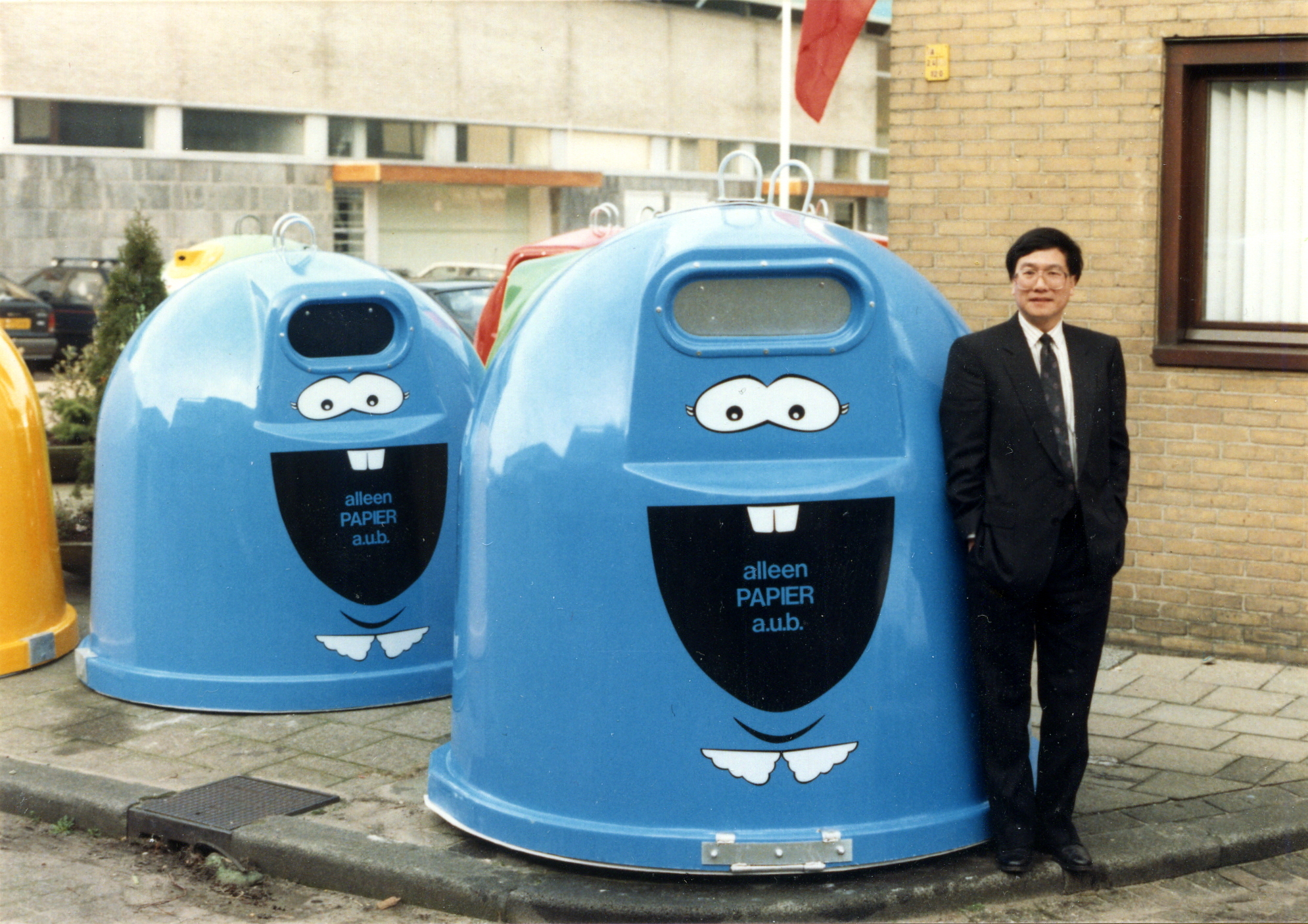
مسئولیت اجتماعی کسب‌وکارها مانند ارائه سطل‌های بازیافت می‌تواند به نوبه خود فرصت‌هایی را برای مردم فراهم کند تا به وسیله بازیافت مسئولیت اجتماعی داشته باشند.

مسئولیت اجتماعی یک چارچوب اخلاقی است و بیانگر این‌است که هر نهاد، چه یک سازمان و چه یک فرد، می‌بایست با اخلاق و با حساسیت نسبت به مسائل اجتماعی، فرهنگی و محیطی رفتار کند تا به نفع جامعه به کار گرفته شود و نتیجه این اقدامات به نفع جامعه بینجامد. مسئولیت اجتماعی مسئولیتی است که هر فرد باید انجام دهد تا تعادل میان اقتصاد و اکوسیستم را حفظ کند.
مسئولیت اجتماعی به معنای تعهد و تکیه بر ارزش‌ها و اصولی است که یک فرد یا سازمان نسبت به جامعه و محیط زیست خود احساس می‌کند. این مسئولیت شامل مسائل مختلفی از جمله احترام به حقوق انسانی، توسعه پایدار، محافظت از محیط زیست، ترویج عدالت اجتماعی، حمایت از جوامع محلی، و تعهد به اخلاق و شفافیت در اعمال است. در دنیای امروزه، شرکت‌ها، سازمان‌ها، و افراد باید به دور از تنها تلاش برای کسب سود، به مسائل اجتماعی و محیطی نیز توجه کنند و نقش و مسئولیت خود را در ایجاد تغییرات مثبت و بهبود در جوامع و جهان ادا کنند. اجرای مسئولیت اجتماعی باعث می‌شود که سازمان‌ها و افراد به عنوان شهروندان مسئول و فعال در جامعه شناخته شوند و به ارزش‌های بلندمدت و پایداری برای خود و دیگران پایبند باشند.
مسئولیت اجتماعی استراتژی راهبری یک سازمان است که در راستای اهداف راهبردی سازمان مطالعه ، برنامه ریزی و اجرا می گردد
در تحقق مسئولیت اجتماعی در بنگاه با عنوان csr اقدامی است که بنگاه به پایداری برسد و در راستای اهداف از پیش مشخص شده به ذینفعان داخلی و خارجی توجه می شود و برای همکاری و توسعه و پایداری بنگاه بلرهریک از ذینفعان ارتباط بر قرار می گردد
دینفعان داخلی که مهمترین ذینفع بنگاه است شامل کارکنان ، زنجیره تامین ، سهامداران و طرفرهای مستقیم شرکت هستند
```
مهمترین ذینفعان خارجی که شامل مشتریان ، رقبا ، تشکل های مدنی و انجمن ها و موسسات رسمی نیکوکاری ، محیط زیست ، رسانه ها ، مدیران و مسئولان محیط پیرامونی شرکت و دولت را می شود بر شمارد
```

در مسئولیت شرکتی یا سازمانی را می شود  به مجموعه اقدامات خلاق برای پایداری شرکت و مشارکت در زیست پایدار می شود نام برد